# Barouka (przystanek kolejowy)
Barouka (biał. Бароўка; ros. Боровка) – przystanek kolejowy w miejscowości Mohylew (przy ul. Klonowej), w obwodzie mohylewskim, na Białorusi. Leży na linii Osipowicze - Mohylew - Krzyczew.
Nazwa pochodzi od dawnej wsi (obecnie części Mohylewa) Małaja Barouka, w której położony jest przystanek.